# 権裕人
権 裕人（こん ゆいん、1992年4月9日 - ）は、日本の元ラグビーユニオン選手。

## プロフィール
- 兵庫県尼崎市出身[1]。
- ポジションはセンター(CTB)。
- 身長 183cm、体重95 kg
- ニックネームはゆいん。
- U17日本代表に選ばれたことがある[2]。

## 略歴
2011年、大阪朝鮮高校卒業後、帝京大学に入る。なお大阪朝鮮高校時代、高校日本代表候補に選ばれたことがある。
2015年、帝京大学卒業後、パナソニック ワイルドナイツ(現・埼玉パナソニックワイルドナイツ)に加入。
2017年12月17日に行われたジャパンラグビートップリーグ第12節のリコーブラックラムズ戦にて先発出場で公式戦初出場を果たす。
2022年、現役を引退した。